# Peridea jankowskii
Peridea jankowskii är en fjärilsart som beskrevs av Charles Oberthür 1879. Peridea jankowskii ingår i släktet Peridea och familjen tandspinnare. Inga underarter finns listade i Catalogue of Life.